# Kalkarer Mühle
Die Kalkarer Mühle am Hanselaerer Tor ist eine 1770 erbaute Galerieturmwindmühle in Kalkar am Niederrhein.

## Geschichte
Im Jahre 1770 wurde die Mühle aus Steinen des baufälligen Hanselaerer Tores gebaut. Der Lederfabrikant François Frédéric Guérin hatte angeboten, das östliche Stadttor abreißen und durch eine Brücke ersetzen zu lassen. Der Stadtrat stimmte zu und erlaubte ihm, vom Restmaterial für seine Ledermanufaktur eine Lohmühle zu erbauen. Sie war besonders hoch, um über den Dächern der Stadt den Wind einfangen zu können. Zunächst wurde die Mühle zum Vermahlen von Eichenrinde verwendet. Doch F. F. Guérin war französischer Abstammung (aus Saint-Domingue, Haïti) und musste 1794 vor der anrückenden französischen Revolutionsarmee wegen Steuerproblemen nach Frankfurt flüchten.
Die Mühle wurde um 1800 von Gerhard van der Grinden übernommen und als Getreidemühle eingesetzt. Nach ihm vermahlten verschiedene Müller in ihr Korn. Im 19. Jahrhundert wurde Scheune und Müllerhaus angebaut. Der letzte Müller Heinrich Rötten ersetzte es um 1910 durch ein neugotisches zweistöckiges Wohnhaus. Danach verfiel die Mühle langsam. Im Zweiten Weltkrieg erlitt sie Schäden bei Bombenangriffen. Zuletzt fehlten Flügel und Galerie, Mauerwerk, Kappe und Antriebsteile zeigten starke Verfallsspuren.
In den Jahren 1994 bis 1996 wurde die Mühle nach vielen Hindernissen aufwendig restauriert. Erste Ansätze dazu in den 1980er Jahren scheiterten an den Finanzen. Anfang der 1990er Jahre standen durch das Sonderprogramm zur Förderung der regionalen Infrastruktur zum Ausgleich des Forschungsprojektes SNR (Schneller Brüter) in Kalkar Fördermittel des Landes Nordrhein-Westfalen und des Bundes zur Verfügung. Das Projekt der Mühleninstandsetzung konnte angegangen werden. Dabei mussten viele Teile wie fehlenden Flügel und Galerie sowie Sackaufzug, Teile der Antriebstechnik und der Mahlgänge nebst der ganzen Haube mit Krühwerk ersetzt werden. Ausbesserungsarbeiten am Mühlturm fielen an. Weitere Ziele waren der Umbau des ehemaligen Kornhauses (Getreidespeicher) in eine Gaststätte mit eigener Brauerei, der Bau eines Backhauses mit Steinofen zum Verbacken des in der Mühle gemahlenen Vollkornmehls und ein neues Bürogebäude für die Touristikagentur Niederrhein. Das Klever Architektur- und Ingenieurbüro Tönnissen & Partner wurde mit der Durchführung beauftragt. Die Restaurierung stand unter der Leitung des Kalkarer Architekten Karl Deidelhoff. Restaurierungsziel war die Wiederherstellung des technischen Originalzustandes der Windmühle aus der Zeit Ende des 18. Jahrhunderts, der Mühle Anfangszeit.
Nach Abschluss der Restaurierungsarbeiten wurde die Mühle dem „Verein Kalkarer Mühle am Hanselaerer Tor e.V.“ übertragen. Der Verein hat zum Ziel, das Wissen alter Handwerksberufe wie Müller, Brauer, Bäcker lebendig zu halten.

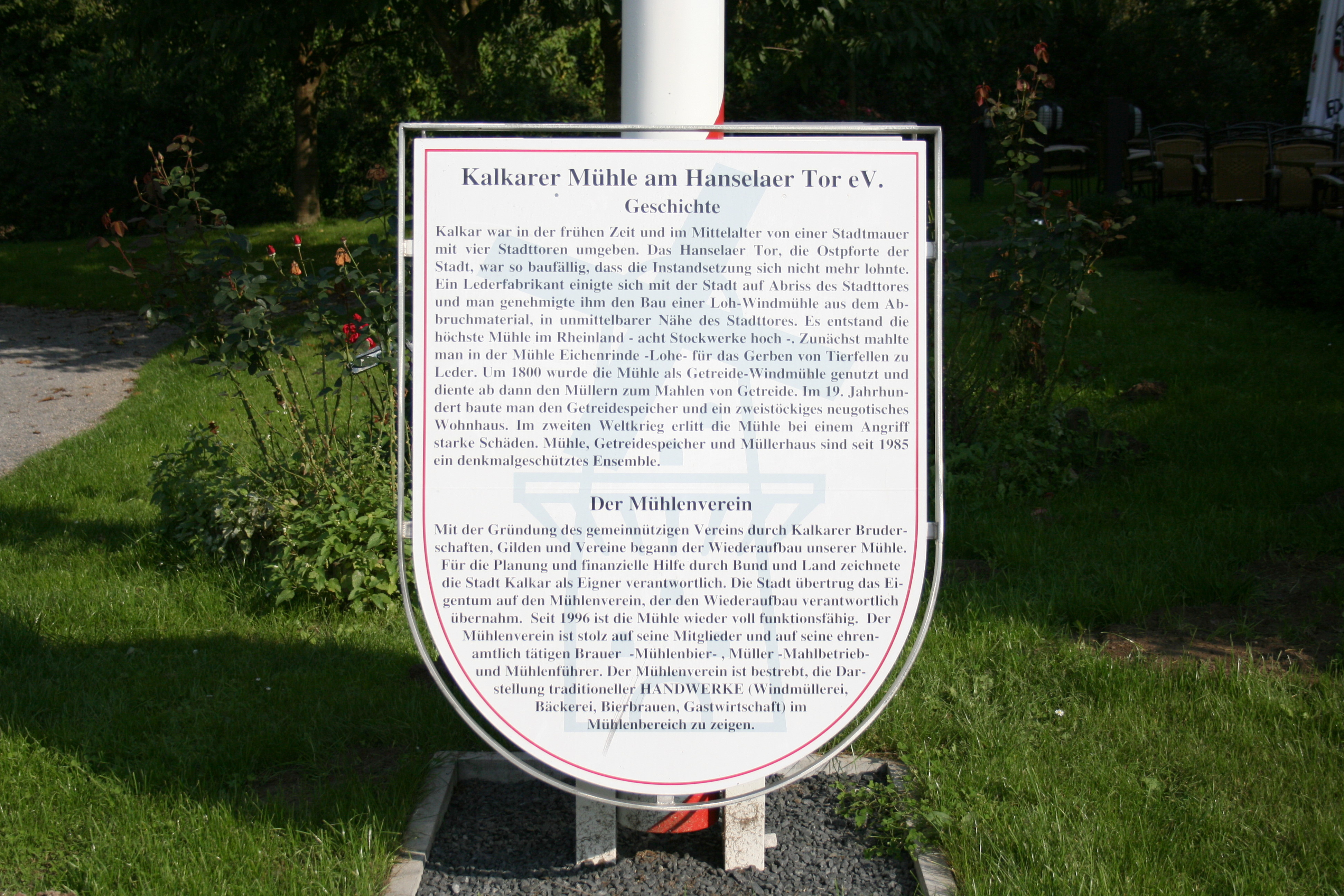
Schild mit der Geschichte der Kalkarer Mühle

## Beschreibung
Der aus Backstein gemauerte Mühlturm mit im Norden anschließender Scheune bzw. Kornspeicher sowie im Süden das neugotische Müllerhaus, beides ebenfalls Ziegelbauten, überragt nahe dem Leybach die Stadt Kalkar. Mit siebenundzwanzig Metern Kappenhöhe und acht Stockwerken (Böden oder Söller, ndl. zolders) ist sie die höchste Windmühle am Niederrhein. Der Mühlturm weist am Boden einen Umfang von 35 m (Außendurchmesser 11,14 m, Innendurchmesser 9 m) auf, die Wände sind etwa einen Meter dick. In der drehbaren Kappe läuft die Flügelachse mit Wellkopf und hölzernem Kammrad, das im Kappsöller (Kappenboden, 8. Boden) über das Kronrad ((Oben)bunkler) die Königswelle antreibt, sowie die beiden Spreetbalken des Krühwerkes. Über die Königswelle werden die Aufzüge im Spill- oder Hebesöller (7. Boden) und per Königsrad (Untenbunkler) die beiden Mahlgänge in dem weiter darunterliegenden Steinboden (5. Boden) angetrieben. Der Mehlsöller (4. Boden) dient dem Abfüllen des Mehles in Säcke. Im 6. Boden, dem Sacksöller, lagern die Kornsäcke. Von der umlaufenden Galerie aus auf Höhe des 5. Bodens in ca. 13 Metern Höhe wird das Flügelkreuz mit einem Durchmesser (Flucht) von 25 Meter mit Segeltuch bespannt. Dort befindet sich auch das Krühwerk zum Drehen der Flügel in den Wind. 
Der 3. Boden (Ausstellungssöller) besitzt einen Ausstellungsraum. Er zeigt auf Informationstafeln Wissenswertes zu den Heiligen der Bruderschaften und Gilden Kalkars. Vitrinen präsentieren deren Kunstschätze, Fahnen und Schriftstücke mit ausführlichen Erklärungen. Eine großformatige Karte beschreibt den aufgezeichneten Pilgerweg vom Niederrhein nach Santiago de Compostela. Der Gildesöller im ersten Stock (2. Boden) beherbergt einen prächtigen Gilderaum. Dort präsentieren sich die Gilden und Bruderschaften der Stadt. Er kann Gästen für festliche Ereignisse zur Verfügung gestellt werden.
Der Eingangsboden (Erdgeschoss) enthält wie das benachbarte Kornhaus einen Gaststättenbetrieb. Die unteren drei Böden unterhalb des Mahlwerkes dienten früher als Lager- bzw. Wohnsöller.

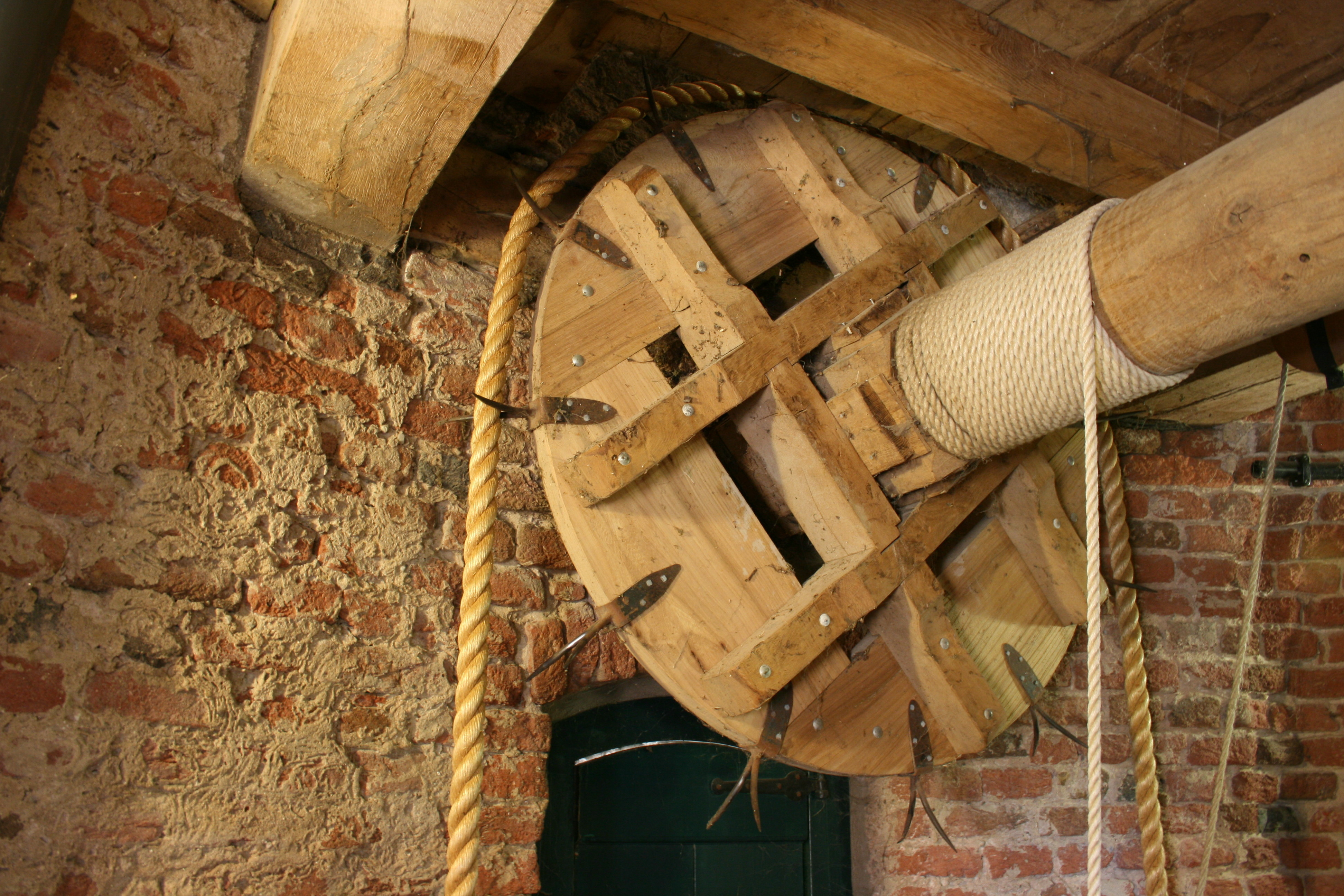
Sackaufzug der Mühle

Die Böden, nach Tradition und Verwendung aufgelistet, heißen: Kappsöller (8. Boden), Spill- oder Hebesöller (7. Boden), Sacksöller (6. Boden), Stein-, Mahl- oder Galeriesöller (5. Boden), Mehlsöller (4. Boden), Ausstellungssöller (3. Boden), Gildesöller (2. Boden), Gasthaussöller (1. Boden/Erdgeschoss).
Seit 1985 bilden die Kalkarer Mühle mit angebauter Scheune und Müllerhaus eine unter Denkmalschutz stehende Einheit und eine markante Silhouette im Stadtbild von Kalkars Altstadt. Die Mühle ist regelmäßig für Besucher geöffnet und ein Touristentreffpunkt.

### Mühlendaten
- Kappenhöhe: 27 m (88,6 ft)
- Nabenhöhe: 26 m (85,3 ft)
- Gesamthöhe: 38,5 m (126,3 ft)
- Galeriehöhe: 13 m (42,6 ft)
- Spannweite der Mühlenflügel (Durchmesser/Flucht): 25 m (82 ft)
- Basisaußenweite: 11,14 m (36,5 ft)
- Mahlgänge: 2